# آزمون چندجمله‌ای
آزمون چندجمله‌ای (به انگلیسی: Multinomial test) آزمون آماری این فرض صفر است که پارامترهای یک توزیع چندجمله‌ای با مقادیر مشخص‌شده برابری می‌کنند. برای داده‌های رسته‌ای استفاده می‌شود.